# Lechlade
Lechlade is een civil parish in het bestuurlijke gebied Cotswold, in het Engelse graafschap Gloucestershire met 2850 inwoners.